# Nashua (cheval)
Nashua (1952-1982) est un cheval de course pur-sang américain. Membre du Hall of Fame des courses américaines, il fut élu cheval de l'année aux États-Unis en 1955.

## Carrière de course
Né à Belair Stud dans le Maryland, issu de l'élevage de William Woodward, Sr. l'un des plus grands propriétaires américains mais qui ne le verra pas courir puisqu'il décède en 1953, Nashua est confié à l'entraîneur Sunny Jim Fitzsimmons, comme tous les chevaux de l'écurie. Il est l'incontestable numéro un de sa génération à 2 ans, remportant six de ses huit courses, dont certains des plus importants rendez-vous pour les 2 ans : les Futurity Stakes, les Hopeful Stakes et les Grand Union Hotel Stakes. Avec ce titre de champion des 2 ans américains, le partenaire du grand Eddie Arcaro (double vainqueur de la Triple Couronne, avec Citation et Whirlaway) est attendu pour le printemps classique et les épreuves de la Triple Couronne. Et il emprunte une voix royale, sans embûches, empochant trois grandes courses de début de saison : les Flamingo Stakes, le Florida Derby et les Wood Memorial Stakes. Invaincu à 3 ans, il est sans rival. Du moins dans l'Est des États-Unis, car en Californie un poulain commence à faire parler de lui. Il s'appelle Swaps, il est monté par une autre vedette de l'époque, Bill Shoemaker, vient de remporter brillamment le Santa Anita Derby et annonce sa candidature dans le Kentucky Derby.
La grande course de Churchill Downs semble promise à Nashua et l'on fait peu de cas du Californien. Et pourtant c'est lui qui, à la surprise générale, domine sans grande difficulté le grandissime favori. Nashua s'adjuge dans la foulée les Preakness Stakes (record de la course à la clé) et les Belmont Stakes, prouvant ainsi qu'il avait l'étoffe d'un vainqueur de Triple Couronne, tandis que Swaps est reparti chez lui. Néanmoins il reste un affront à laver : retrouver ce Californien qui l'a privé de la Triple Couronne. Nashua mérite bien sa revanche, dans un mano à mano spécialement organisé pour départager qui des deux est le meilleur poulain d'Amérique. Swaps n'a pas chômé entretemps, enchaînant trois victoires à Hollywood Park et l'American Derby où il a battu le record de l'hippodrome de Washington Park, celui-là même sur lequel se sont accordées les deux parties pour disputer le duel. Les deux poulains sont donc en pleine forme et vont s'affronter à armes égales. Sauf que Swaps, surnommé parfois Californian Cripple ("l'éclopé californien", en raison de ses nombreux pépins physiques) se fait mal la veille de la course qui a lieu le 31 août. Il est tout de même au départ, mais ne peut rien contre Nashua, qui le domine largement. Ironie du sort Nashua, au moment même où son règne paraît le plus incontestable, se prend les pieds dans le tapis lors de sa sortie suivante, ne pouvant faire mieux que troisième des Sysonby Stakes. Mais il se reprend vite et achève son année par une nouvelle victoire de prestige dans la Jockey Club Gold Cup. Quinze jours plus tard, William Wooward, Jr., l'héritier de Belair Stud, meurt à 35 ans dans des circonstances demeurées mystérieuses, abattu par son épouse qui l'aurait pris pour un intrus. Les effectifs de Belair Stud sont alors dispersés, actant la disparition du plus vieux haras d'Amérique, fondé deux siècles plus tôt et qui a donné deux vainqueurs de Triple Couronne, Gallant Fox et son fils Omaha. Nashua est alors acquis par un syndicat de propriétaire pour $ 1 250 000, mais reste à l'entraînement chez Sunny Jim Fitzsimmons.
Le "match race" n'était pas qu'une revanche sur Swaps, l'enjeu était aussi de délivrer un titre de cheval de l'année 1955, et c'est naturellement Nashua qui l'obtient. Mais il devra l'abandonner à son rival l'année suivante car s'il remporte encore des tournois majeurs, il se montre moins régulier. Malgré quelques échecs, il s'adjuge notamment le Monmouth Handicap et le Suburban Handicap. En fin de saison, dans les Woodward Stakes, il subit la loi de Mister Gus, véritable souffre-douleur de Swaps qu'il l'a battu trois fois d'affilée pendant l'été, mais sort par la grande porte en réalisant, pour ses adieux à la piste, un beau doublé dans la Jockey Club Gold Cup qui lui permet aussi de devenir le cheval le plus riche de l'histoire des courses américaines (il le restera deux ans, jusqu'à Round Table), et le deuxième à franchir le cap du million de dollars de gains après le grand Citation.
Dans sa liste des 100 meilleurs chevaux de sport hippique américain du XXe siècle établie en 1999, le magazine The Blood-Horse, portant davantage de créadit au Kentucky Derby qu'au match race de Washington, a tranché la rivalité entre Swaps et Nashua : Swaps figure à la 20ème place et Nashua à la 24ème. Tous deux se suivront encore de près dans le Hall of Fame des courses américaines, où Nashua est admis en 1965, un an avant son rival.

### Résumé de carrière
| Date         | Hippodrome      | Pays        | Course                   | Distance    | Jockey      | Place       | Écart       | Vainqueur ou deuxième |
| 1954, 2 ans  | 1954, 2 ans     | 1954, 2 ans | 1954, 2 ans              | 1954, 2 ans | 1954, 2 ans | 1954, 2 ans | 1954, 2 ans | 1954, 2 ans           |
| ------------ | --------------- | ----------- | ------------------------ | ----------- | ----------- | ----------- | ----------- | --------------------- |
| 5 mai        | Belmont Park    | États-Unis  | Maiden                   | 900 m       | J. Higgly   | 1er / 21    | 3           | Retract               |
| 12 mai       | Belmont Park    | États-Unis  | Juvenile Stakes          | 1 000 m     | E. Arcaro   | 1er / 8     | 1/2         | Summer Tan            |
| 19 mai       | Garden State    | États-Unis  | Cherry Hill Stakes       | 1 100 m     | J. Higgly   | 2e / 11     | enc.        | Royal Note            |
| 21 août      | Saratoga        | États-Unis  | Grand Union Hotel Stakes | 1 200 m     | E. Arcaro   | 1er / 6     | 1 ¾         | Pyrens                |
| 28 août      | Saratoga        | États-Unis  | Hopeful Stakes           | 1 300 m     | E. Arcaro   | 1er / 8     | enc.        | Summer Tan            |
| 21 septembre | Aqueduct        | États-Unis  | Cowdin Stakes            | 1 300 m     | E. Arcaro   | 2e / 10     | 1 ½         | Summer Tan            |
| 1er octobre  | Belmont Park    | États-Unis  | Special Weight Race      | 1 200 m     | E. Arcaro   | 1er / 7     | 1           | Royal Coinage         |
| 9 octobre    | Belmont Park    | États-Unis  | Futurity Stakes          | 1 300 m     | E. Arcaro   | 1er / 7     | tête        | Summer Tan            |
| 1955, 3 ans  |                 |             |                          |             |             |             |             |                       |
| 21 février   | Hialeah Park    | États-Unis  | Allowance                | 1 700 m     | E. Arcaro   | 1er / 4     | 1 ½         | Munchausen            |
| 26 février   | Hialeah Park    | États-Unis  | Flamingo Stakes          | 1 800 m     | E. Arcaro   | 1er / 12    | 1 ½         | Saratoga              |
| 26 mars      | Gulfstream Park | États-Unis  | Florida Derby            | 1 800 m     | E. Arcaro   | 1er / 9     | enc.        | Blue Lem              |
| 23 avril     | Jamaica         | États-Unis  | Wood Memorial Stakes     | 1 200 m     | T. Atkinson | 1er / 5     | enc.        | Summer Tan            |
| 7 mai        | Churchill Downs | États-Unis  | Kentucky Derby           | 2 000 m     | E. Arcaro   | 2e / 10     | 1 ½         | Swaps                 |
| 28 mai       | Pimlico         | États-Unis  | Preakness Stakes         | 1 900 m     | E. Arcaro   | 1er / 8     | 1           | Saratoga              |
| 11 juin      | Belmont Park    | États-Unis  | Belmont Stakes           | 2 400 m     | E. Arcaro   | 1er / 8     | 9           | Blazing Count         |
| 2 juillet    | Aqueduct        | États-Unis  | Dwyer Stakes             | 2 000 m     | E. Arcaro   | 1er / 4     | 5           | Saratoga              |
| 16 juillet   | Arlington Park  | États-Unis  | Arlington Classic        | 1 600 m     | E. Arcaro   | 1er / 7     | 1/2         | Traffic Judge         |
| 31 août      | Washington Park | États-Unis  | Match Race               | 2 000 m     | E. Arcaro   | 1er / 2     | 6 ½         | Swaps                 |
| 24 septembre | Belmont Park    | États-Unis  | Sysonby Stakes           | 1 800 m     | E. Arcaro   | 3e / 5      | 1 ¾         | High Gun              |
| 15 octobre   | Belmont Park    | États-Unis  | Jockey Club Gold Cup     | 3 200 m     | E. Arcaro   | 1er / 5     | 5           | Thinking Cap          |
| 1956, 4 ans  |                 |             |                          |             |             |             |             |                       |
| 18 février   | Hialeah Park    | États-Unis  | Widener Handicap         | 2 000 m     | E. Arcaro   | 1er / 9     | tête        | Social Outcast        |
| 17 mars      | Gulfstream Park | États-Unis  | Gulfstream Park Handicap | 2000 m      | E. Arcaro   | 5e / 7      | 7           | Sailor                |
| 5 mai        | Jamaica         | États-Unis  | Grey Lag Handicap        | 1 800 m     | T. Atkinson | 1er / 7     | tête        | Find                  |
| 19 mai       | Garden State    | États-Unis  | Camden Handicap          | 1 800 m     | E. Arcaro   | 1er / 5     | 2           | Fisherman             |
| 30 mai       | Belmont Park    | États-Unis  | Metropolitan Handicap    | 1 600 m     | E. Arcaro   | 4e / 7      | 3/4         | Midafternoon          |
| 30 juin      | Belmont Park    | États-Unis  | Carter Handicap          | 1 400 m     | E. Arcaro   | 7e / 10     | 3 ½         | Red Hannigan          |
| 4 juillet    | Belmont Park    | États-Unis  | Suburban Handicap        | 2 000 m     | E. Arcaro   | 1er / 8     | 1 ¼         | Dedicat               |
| 14 juillet   | Monmouth Park   | États-Unis  | Monmouth Handicap        | 2 000 m     | E. Arcaro   | 1er / 8     | 3 ½         | Mr. First             |
| 29 septembre | Belmont Park    | États-Unis  | Woodward Stakes          | 2 000 m     | E. Arcaro   | 2e / 4      | 2 ½         | Mister Gus            |
| 13 octobre   | Belmont Park    | États-Unis  | Jockey Club Gold Cup     | 3 200 m     | E. Arcaro   | 1er / 7     | 2 ¼         | Rily                  |

## Au haras
Retiré comme étalon à Spendthrift Farm dans le Kentucky, où vint le rejoindre quelques années plus tard un certain Swaps, Nashua réussit une belle deuxième carrière. Son influence tient surtout à sa fille Gold Digger, mère du grandissime Mr. Prospector, et à Bramalea, mère de Roberto, lui-même père de nombreux étalons. Ses filles étaient d'ailleurs réputées meilleures que ses fils, et il doit à l'une d'entre elles de figurer au Hall of Fame en tant qu'étalon, en l'occurrence Shuvee, lauréate de la Triple Couronne des pouliches en 1969 (Acorn Stakes, Mother Goose Stakes, Coaching Club American Oaks) et double vainqueur de la Jockey Club Gold Cup, qu'elle est la seule femelle à avoir remporté.
Nashua s'éteint en 1982, il est enterré à Spendthrift Farm.

## Origines
Nashua est l'un des chefs-d’œuvre du grand étalon Nasrullah, fleuron de l'élevage de l'Aga Khan III, meilleur poulain d'Angleterre à 2 ans en 1942, d'abord étalon dans son pays natal, l'Irlande, d'où il conquit un titre de tête de liste des étalons dans les îles britanniques (1951), puis acquis par Claiborne Farm où il fut cinq fois tête de liste entre 1955 et 1962. Son influence, prépondérante, passe par Bold Ruler, l'un des étalons majeurs du siècle, père du grand Secretariat, mais aussi par ses fils qui ont donné Blushing Groom, Mill Reef ou encore Riverman.
Segula, la mère de Nashua, était une bonne compétitrice, troisième des Coaching Club American Oaks. Elle fut une plus grande poulinière encore, donnant cinq gagnants sur six produits, dont l'excellente Sabette (Alabama Stakes, Diana Handicap, Gallorette Stakes, 2e Monmouth Oaks, Coaching Club American Oaks, 3e Gazelle Stakes). En 1956, à un âge déjà avancé, 14 ans, elle fut acquise pour 126 000 dollars (un record mondial à l'époque pour une poulinière) par l'armateur grec Stávros Niarchos, un investissement en pure perte puisqu'elle n'eut plus aucun foal. Segula est issue d'une famille française, sa mère Sekhmet, élevée par la famille Rothschild, ayant été importée aux États-Unis dans les années 30. Sa rencontre avec le champion Johnstown, le père de Segula, consacrait donc l'alliance de deux familles françaises expatriées, celle de Sekhmet et celle de La Flambée et sa fille Flambette, issues quant à elles de l'élevage d'Edmond Blanc, qui réussirent brillamment au stud américain (c'est notamment la famille de Omaha).

### Pedigree
| Origines de Nashua (USA), mâle bai né en 1952 | Origines de Nashua (USA), mâle bai né en 1952 | Origines de Nashua (USA), mâle bai né en 1952 | Origines de Nashua (USA), mâle bai né en 1952 |
| --------------------------------------------- | --------------------------------------------- | --------------------------------------------- | --------------------------------------------- |
| Père Nasrullah b. 1940                        | Nearco b. 1935                                | Pharos                                        | Phalaris                                      |
| Père Nasrullah b. 1940                        | Nearco b. 1935                                | Pharos                                        | Scapa Flow                                    |
| Père Nasrullah b. 1940                        | Nearco b. 1935                                | Nogara                                        | Havresac                                      |
| Père Nasrullah b. 1940                        | Nearco b. 1935                                | Nogara                                        | Catnip                                        |
| Père Nasrullah b. 1940                        | Mumtaz Begum b. 1932                          | Blenheim                                      | Blandford                                     |
| Père Nasrullah b. 1940                        | Mumtaz Begum b. 1932                          | Blenheim                                      | Malva                                         |
| Père Nasrullah b. 1940                        | Mumtaz Begum b. 1932                          | Mumtaz Mahal                                  | The Tetrarch                                  |
| Père Nasrullah b. 1940                        | Mumtaz Begum b. 1932                          | Mumtaz Mahal                                  | Lady Josephine                                |
| Mère Segula b. 1942                           | Johnstown b. 1936                             | Jamestown                                     | St. James                                     |
| Mère Segula b. 1942                           | Johnstown b. 1936                             | Jamestown                                     | Mlle. Dazie                                   |
| Mère Segula b. 1942                           | Johnstown b. 1936                             | La France                                     | Sir Gallahad                                  |
| Mère Segula b. 1942                           | Johnstown b. 1936                             | La France                                     | Flambette                                     |
| Mère Segula b. 1942                           | Sekhmet b. 1929                               | Sardanapale                                   | Prestige                                      |
| Mère Segula b. 1942                           | Sekhmet b. 1929                               | Sardanapale                                   | Gemma                                         |
| Mère Segula b. 1942                           | Sekhmet b. 1929                               | Prosopopee                                    | Sans Souci                                    |
| Mère Segula b. 1942                           | Sekhmet b. 1929                               | Prosopopee                                    | Peroraison (famille 3-m)                      |